# Età dionigiana
(Domenico Musti, Storia greca, p. 553)

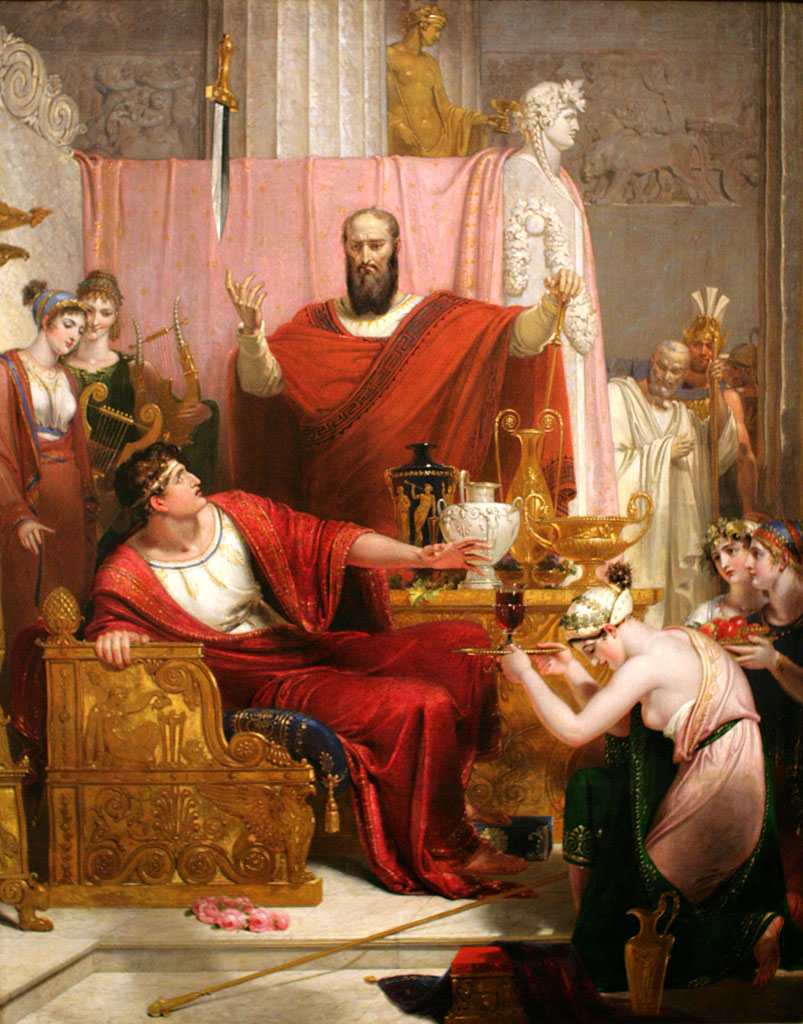
Dionisio e la Spada di Damocle: la storiografia si divide nello stabilire a quale dei due Dionigi la leggenda si riferisse

Con il termine età dionigiana (o anche epoca dionisiana) viene designato l'arco di tempo che visse la civiltà occidentale (mediterranea ed europea), in particolar modo la Magna Grecia e la Sicilia, durante il IV secolo a.C., sotto l'influenza e l'operato dei due tiranni di Siracusa: Dionisio I e Dionisio II.
Questo arco di tempo viene spesso considerato di fondamentale importanza per comprendere alcuni dei principi dell'epoca ellenistica, che si sarebbe affermata nel mondo antico pochi anni dopo la caduta della tirannide dionigiana.
L'apertura verso l'elemento barbarico; il concetto, in forma embrionale, di «Stato territoriale» in sostituzione della classica polis; l'acceso dibattito politico-filosofico tra i due tiranni e personalità del calibro di Platone; le violente guerre civili e sociali che ne seguirono, composero le principali importanti caratteristiche dell'età dionigiana.

## Storia

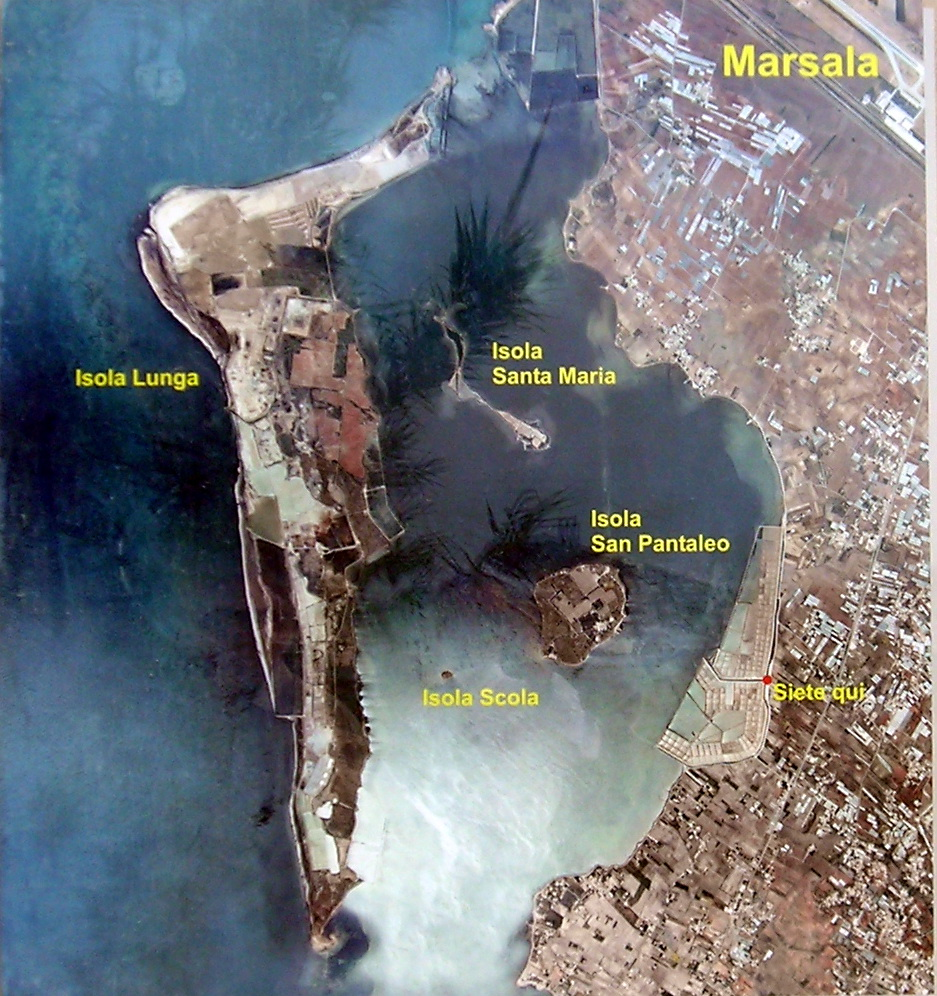
L'isola di Mozia, attuale Isola di San Pantaleo, posta nell'estrema Sicilia occidentale, fu da Dionisio assediata e distrutta, durante la guerra contro Cartagine.

Dionisio I di Siracusa, detto anche Dionigi il Grande o il Vecchio, prese il potere della polis siciliana all'età di venticinque anni e lo mantenne per quasi quarant'anni di ininterrotto governo. Questi dati fanno del siracusano Dionigi il più longevo tiranno che la polis di Siracusa abbia mai avuto fino a quel momento — verrà superato solamente da Gerone II (il quale regnò per ben cinquantacinque anni), molti decenni dopo.

### Ascesa al potere
La sua scalata al potere è strettamente correlata con la minaccia punica in Sicilia. Dopo una lunga tregua, durata settant'anni — grazie al trattato di pace formulato da Gelone I —, Cartagine tornò in armi in Sicilia, vendicando gli antichi torti subiti a causa delle proprie sconfitte e guadagnando nuovi confini territoriali. I Cartaginesi si accanirono contro le poleis siceliote: Selinunte, Imera, Agrigento, Gela, Camarina, caddero una dopo l'altra.
In una situazione di forte instabilità politica e sociale, Dionigi si fece largo tra i membri che componevano il consiglio di guerra della città-stato greca d'occidente. Dopo aver combattuto come soldato di Ermocrate, all'età di ventitré anni, e aver rischiato di morire al suo fianco, criticò la strategia di difesa adottata dai generali posti al comando, contro Dafneo in particolare. Riuscì infine ad approfittare della precarietà del momento per farsi eleggere generalissimo, ovvero strategós autokrátor.
Una volta giunto alle vette del potere assoluto, dovette placare una violenta sedizione nei suoi confronti, durante la quale perse la vita la sua prima moglie — la figlia di Ermocrate — ed egli, circondato dalle forze dei ribelli, riuscì a rimanere al comando solo grazie al sostegno di Filisto; suo braccio destro fin dall'inizio.
La sua prima espansione territoriale fu rivolta alle vicine città calcidesi della Sicilia orientale: conquistò Nasso, Katane e Leontini. Si rivolse quindi verso la Sicilia centrale dove conquistò Enna. Giunse infine nella Sicilia occidentale, dove, nell'ottica della guerra contro Cartagine, espugnò, tra le altre, Solunto e Mozia.

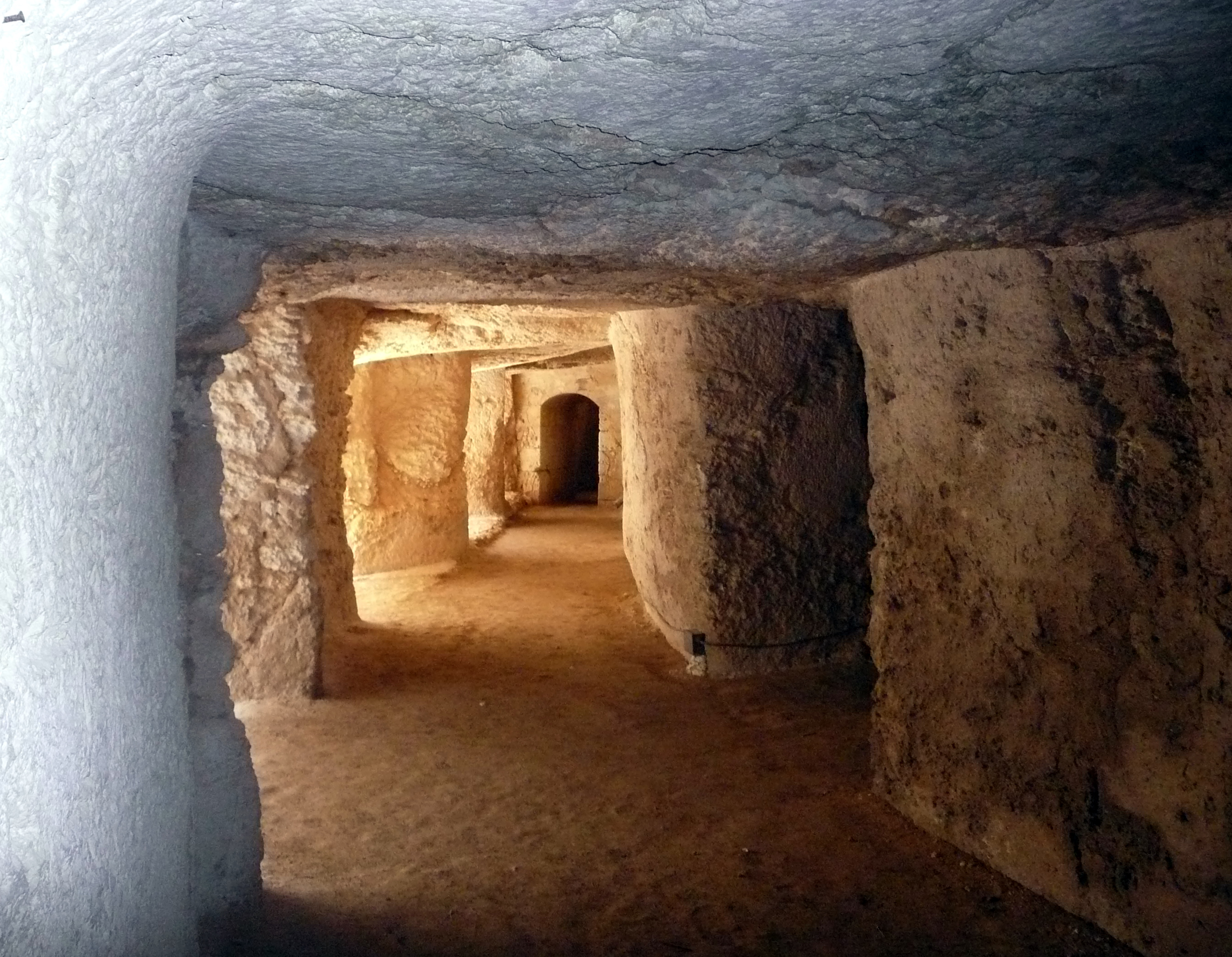
Gallerie dell'Eurialo. Il castello greco costruito da Dionisio I viene descritto come una delle più poderose opere militari dell'antichità

Il nuovo tiranno, a partire dal 402 a.C., si dedicò alla fortificazione di Siracusa, dotando la polis di un poderoso sistema difensivo: fece costruire la fortezza dell'Eurialo, caratterizzata da tre larghi fossati, trincee sotterranee e cinque alte torri, la quale divenne il punto di congiunzione di una vasta cinta muraria — lunga 180 stadi. Un perimetro di 34 Km — che circondava completamente la città: compreso il lato nord; quello che in passato, durante l'assedio ateniese, aveva rappresentato un punto debole offerto al nemico, poiché privo di fortificazione. Le mura dionigiane furono costruite giusto in tempo per respingere l'attacco che i Cartaginesi portarono, per la prima volta, fino alle porte di Siracusa, nell'anno 397 a.C.
Con Dionigi venne edificato il quinto e ultimo quartiere della polis: Epipolai. Con l'operato del nuovo tiranno Siracusa acquistò il nome di pentapolis (raggruppamento di cinque città) — lo afferma per la prima volta Strabone (VI, 2, 4).
Ricostruì Messina, che era stata precedentemente distrutta dai Cartaginesi, e fondò Tindari. Scoppiarono le prime insofferenze contro la tirannide dionisiana, e città come Tauromenio, Akragas e la stessa Messina, si staccaronò dall'alleanza con Dionigi, cercando supporto nell'eterna rivale, Cartagine. Ma Dionigi aveva ormai consolidato il suo potere in Sicilia e volgeva quindi le sue armi contro l'Italia.

## Alleanze e rapporti

### Alleanza con i Galli
(Marco Giuniano Giustino, Historiarum Philippicarum T. Pompeii Trogi, XX, 5)

### Platone e la tirannide dionisiana

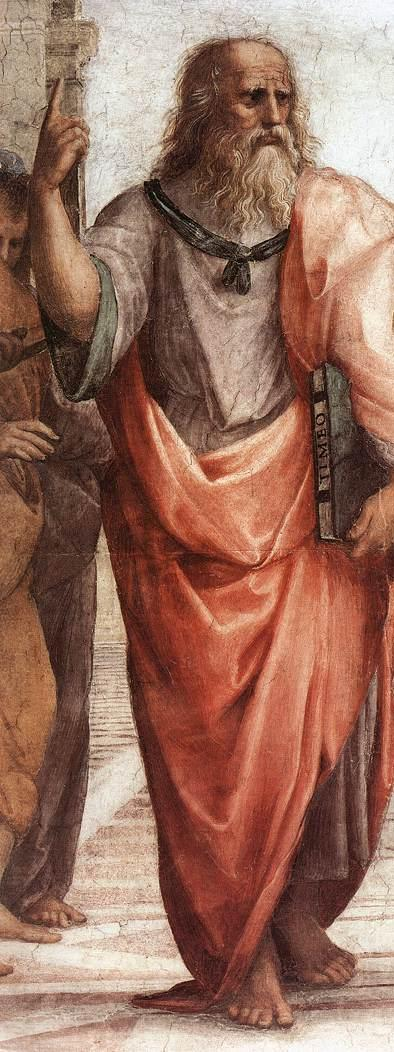
Platone (particolare della Scuola di Atene di Raffaello Sanzio)

Platone venne alla corte di Dionisio una prima volta nel 388/387 a.C. Qui conobbe Dione, cognato e collaboratore del tiranno, e tra i due nacque una solida amicizia; contrariamente al rapporto con Dionisio che invece si rivelò essere ostile al pensiero filosofico di Platone, il quale considerava la tirannia come il peggiore dei mali per l'uomo.
Dopo un'accesa discussione con Dionisio, Platone fu fatto imbarcare da Dione su un trireme diretta ad Atene, per impedire che l'ira del tiranno si scatenasse su di lui. L'imbarcazione approdò ad Egina; isola in lotta con gli Ateniesi, e qui Platone fu reso schiavo. Resta controversa la presunta partecipazione di Dionisio in tale atto: secondo le fonti di Plutarco e Diogene Laerzio, sarebbe stato il tiranno siracusano a domandare al lacedemone Pollide, di uccidere o quanto meno di far rendere schiavo Platone. Il filosofo venne comunque riscattato sull'isola egea per intercessione di Anniceride di Cirene.  Tornato ad Atene fondò l'Accademia.
Passarono vent'anni, Dionisio I morì e nel 367/366 a.C. Platone ricevette l'invito di Dione che lo esortava a recarsi nuovamente alla corte di Siracusa, poiché il nuovo successore al trono, Dionisio II, mostrava una buona predisposizione per la filosofia. L'Ateniese fu quindi persuaso a fare da maestro al giovane tiranno, cercando di instaurare nella polis, tramite il dinasta, quello che egli nella sua Repubblica definì lo Stato ideale.
(Dione, Lettera VII, 328a.)
Dopo un primo momento, durante il quale Dionisio II si avvicinò molto a Platone e alla sua filosofia, arrivarono le critiche per la paventata riforma politica dell'Ateniese. La situazione precipitò e Dione, visto come un potenziale nemico della tirannide, fu esiliato nella Grecia continentale. Platone invece rimase sull'acropoli insieme a Dionisio II, attirando su di sé le critiche di quanti vedevano la sua presenza come una minaccia per la prosperità e potere del regno dionisiano.
Una guerra che impegnava direttamente il tiranno, fornì a Platone l'occasione per rimpatriare ad Atene, dove ritrovò Dione, ospite della sua Accademia e ormai intimo amico dei suoi discepoli. Tuttavia, intravedendo ancora un barlume di speranza per le sue idee e volendo mediare la delicata situazione tra Dione e Dionisi II, Platone accettò di recarsi una terza volta a Siracusa, nel 361 a.C.. Ormai anziano, si rese conto quasi subito che non vi era spazio per le sue idee nella mente di Dionisio II, che pure lo aveva voluto ancora al suo fianco, e che la situazione politica a Siracusa era divenuta estremamente pericolosa per lui. Dopo aver fallito nell'intento di mettere pace tra Dione e suo nipote, Platone ebbe una lite direttamente con Dionisio II e per questo fu allontanato dall'acropoli e costretto a vivere con i mercenari, i quali lo minacciavano di morte, essendo contrari alla sua eventuale riforma che sarebbe andata ad intaccare il reparto che componeva la guardia personale del tiranno.
(Lettera VII, 348a-b.)
Platone riuscì infine a lasciare Siracusa grazie alla mediazione dei pitagorici di Taranto. Dione nel 357 a.C. attaccò la tirannide di Dionisi II. Il ruolo che Platone ebbe in questa vicenda rimane tutt'oggi motivo di discussione.

## Società

### Militarizzazione
(Diodoro Siculo)
Il tiranno fece costruire due nuovi tipi di nave da guerra: il quadrireme e il quinquereme. In ogni nave vi erano 200 rematori. Riordinò gli arsenali e il porto piccolo “Lakkios”. Arruolò vaste schiere di mercenari che mutarono il volto dell'esercito siracusano. Gli storici antichi parlano di grandi numeri: per Plutarco Dionigi aveva alle sue dipendenze 10.000 soldati stanziati in maniera fissa all'interno della polis nella quale il tiranno risiedeva, e all'esterno 100.000 opliti reclutabili (1/3 dei quali mercenari), 9.000/10.000 cavalieri e 400 navi da guerra, che collocavano la flotta siracusana tra le due più numerose del Mediterraneo: l'altra era quella di Cartagine.

### Colonizzazione dell'Adriatico
(Diodoro Siculo, XV 13, 1)

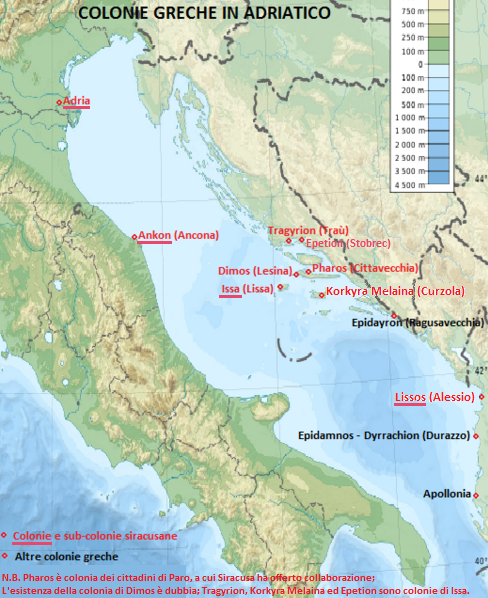
Colonie siracusane in Adriatico (in rosso)

Nonostante le lacune storiche, che ancora oggi impediscono di definire chiaramente i contorni e le modalità della colonizzazione siracusana in Adriatico, si è a conoscenza di importanti frammenti antichi che permettono per lo meno di vagliare e soppesare quella che fu un'espansione su vasta scala, che si basava su rapporti commerciali, culturali — e fors'anche politici e militari —, che collegava il governo dei due Dionigi alle aree geografiche del bacino mediterraneo centrale-orientale: in particolar modo delle due sponde del mare Adriatico; da un lato le terre italiche e dall'altro quelle illiriche.
I Siracusani di Dionigi potevano essere giunti in Adriatico con l'intenzione di porvi dei presidi militari, così come avevano già fatto in passato nel mar Tirreno, all'isola d'Elba e in Corsica, dove posero una difesa militare per impedire agli Etruschi di ostacolare l'approvvigionamento di ferro che serviva all'economia espansiva della polis siceliota.
O ancora si trattava di un disegno politico ambizioso della tirannide: erano poche le città-stato che intraprendevano un'espansione territoriale come quella siracusana. Probabile quindi che dietro i presidi, o l'invio di coloni, si potesse celare un progetto di stampo imperialistico, o quanto meno egemone, che puntava al controllo del Mediterraneo, o almeno delle rotte adriatiche di approvvigionamento del grano prodotto nella Pianura Padana, precedentemente di controllo ateniese.

#### Nel basso e medio Adriatico
La prima colonia adriatica fondata in epoca dionigiana fu posta nell'Epiro. Si tratta di Lissos, corrispondente all'odierna Alessio in Albania; lì dove si trovava l'ingresso del canale di Otranto, alla foce del fiume Drin, il quale arrivando fino al Danubio, rappresentava un'importante linea commerciale per Dionisio che vi scambiava dei manufatti in cambio di grandi quantità d'argento.
In seguito venne fondata la colonia di Issa, odierna Lissa, sull'isola dalmata omonima, anch'essa in posizione chiave per le rotte adriatiche. Grazie alla sua strategica collocazione geografica, essa sopravvisse all'abbandono della politica adriatica di Siracusa, stabilendo rapporti intensi con le popolazioni autoctone, e fondò a sua volta altre colonie, tanto che gli studiosi croati parlano a volte di impero isseo, espressione forse esagerata, ma che rende l'idea dell'importanza di questa colonia dalmata.
Nella costa medio-adriatica italiana Dionisio fondò invece Ankón, la quale fu popolata con dissidenti politici, e il suo porto naturale si trova a metà della costa adriatica occidentale, quasi del tutto importuosa, e dunque rappresentava l'unico luogo ove poter riparare le navi dalle onde, dalle bocche del Po sino al Gargano, se si eccettua il porto di Numana, situato sullo stesso promontorio, il Cònero. Questo monte, inoltre, si spinge verso la costa dalmata, facilitando l'attraversamento del mare e assumendo anche la funzione di traguardo visivo per i navigatori provenienti da est. Adria era invece il terminale di tutte le rotte adriatiche e degli itinerari terrestri che la rifornivano dei prodotti agricoli padani.
Nell'odierna Croazia fu fondata Pharos (odierna Cittavecchia), con la cooperazione degli abitanti di Paro, con i quali venne stabilita una vera e propria alleanza, sfruttata anche in funzione anti-illirica per gli abitanti di Paro. Pharos sorse nell'isola di Lesina, ove è ricordata anche l'esistenza di Dimos (l'attuale città di Lesina)
La colonia siracusana di Issa a sua volta fondò Tragyrion (attuale Traù), Korkyra Melaina (attuale Curzola) ed Epetion (attuale Stobreč, sobborgo di Spalato) ed utilizzava l'emporio greco di Salona, alla foce della Narenta.
Tragyrion, infine, potenziò l'emporio greco di Salona. L'Adriatico, per alcuni decenni, rimase così sotto completo controllo siracusano.
Dionisio il giovane, seguendo i progetti del padre, fondò sulle coste adriatiche pugliesi due colonie di difficile identificazione, volte al controllo del canale d'Otranto, lo Ionios Poros dei Greci.

### Politica filobarbarica
Il contrasto tra il mondo greco e l'apertura di esso ai popoli barbarici, fu motivo di forte conflitto ideologico, sorto in epoca dionisiana - il quale proseguirà, in maniera ancor più vistosa, con la politica di Alessandro Magno -, tra chi sosteneva un conservatorismo della società greca e tra chi voleva introdurvi all'interno l'ethnos dei barbari.
Tale conflitto ideologico vide contrapposti da un lato il tiranno Dionisio I, e suo figlio in quanto erede della sua politica, e dall'altro i nemici di tale ideologia; tra i quali, oltre al rinomato Platone, si ritrovarono anche lo storico Filisto - il braccio destro della tirannide - e il fratello di Dionisio I, Leptine, i quali non accettando la politica filo-barbarica del governo dionisiano, vennero allora esiliati.

### Nascita dello stato territoriale
Dionigi viene considerato colui che diede inizio all'importante cambiamento politico che comportò la trasformazione della realtà sociale greca del IV secolo: da una società formata da singole città-stato ad una società che doveva rispondere ad un un'unica capitale operante all'interno del territorio geografico e politico stabilito: in sostanza la formazione di uno stato territoriale.
Questa sua visione comprendeva quindi il convergere, e al contempo il disgregarsi, delle singole poleis, che fino ad allora si erano governate ciascuna con le proprie leggi, nella sola realtà politica di Siracusa.
L'annullamento del principio base nel quale si fondava il concetto stesso di polis, non venne recepito con favore dai greci d'occidente, i quali, investiti per primi dalla volontà assolutistica di Dionigi, si opposero vivamente ai suoi progetti. Così come non venne accettata la sua visione, del tutto nuova all'epoca, di mescolare la popolazione greca con quella barbarica e concedere a quest'ultima la cittadinanza, formando nell'insieme un'unica società. Non più quindi una società prettamente greca, nonostante la cultura greca rimanesse l'elemento dominante.

## Cultura

### Politiche matrimoniali in epoca dionisiana

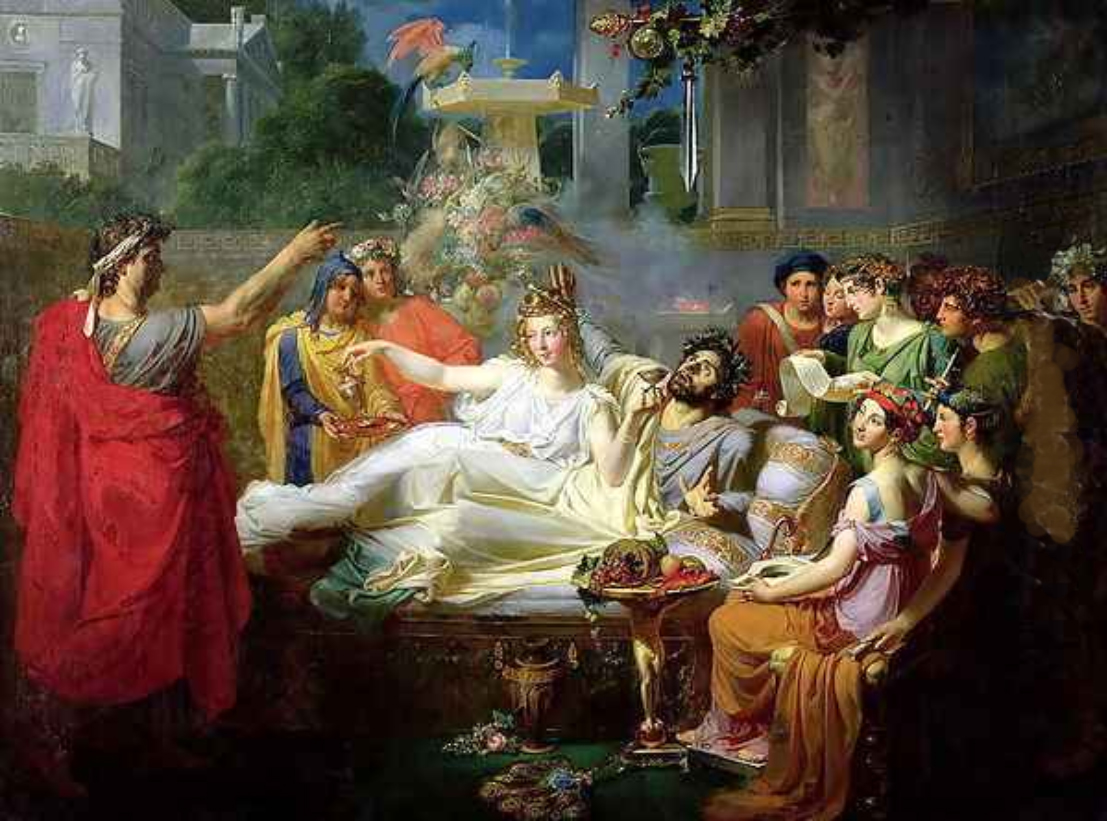
La corte dionisiana

La pratica matrimoniale intrapresa da Dionigi I era detta endogamia ed era in uso presso le tribù dei Barbari. Si sostiene che Dionigi possa averla importata a Siracusa tramite la frequentazione di Ermocrate, essendo il generale siracusano stato in contatto per svariato tempo con i satrapi e, indirettamente, con il Gran Re di Persia.
Si pensa infatti che non sia un caso che il filosofo Platone abbia paragonato la politica di Dionigi a quella del persiano Dario. Tuttavia i matrimoni all'interno della famiglia avevano per il tiranno un significato politico non indifferente. In questo modo egli si assicurava che l'ingente patrimonio economico restasse nelle mani di una cerchia ristretta di persone nelle quali riponeva la sua fiducia. Inoltre egli poneva la propria dinastia al di sopra di tutti: non vi era nessuno, all'infuori della sua famiglia, degno di sposare una sua figlia o un suo figlio.
Prendendo per moglie una Locrase il tiranno aveva inoltre unito i rami delle poleis siceliote con quelle italiote: egli assicurava alla sua archè un futuro dominante sui due regni: Sicilia e Magna Grecia.
L'usanza di far sposare le proprie figlie con i fratelli del lato paterno era detta epiclerato. Fece eccezione il matrimonio della figlia Arete che sposò Dione; costui in quanto fratello della moglie di Dionigi, e non di Dionigi stesso, rappresentò una novità nel panorama antico, poiché si trattava del matrimonio di far passare il potere, rappresentato dalla regalità della figlia del tiranno, nel ramo materno della famiglia - la loro unione viene definita una sorta di «epiclerato alla rovescia».

### Eredità dionisiana nella cultura ellenistica
Precursore dei tempi, il suo operato è accostato a quello intrapreso, poco tempo dopo, dai sovrani del Regno di Macedonia; la sua figura si riconosce in particolar modo in quella di Alessandro Magno, e il fatto che il macedone portò con sé in Asia i libri di Filisto, che rappresentavano una raccolta preziosa per la storia del governo dionigiano, ha avvalorato l'accostamento tra le due figure e la convinzione che il macedone abbia ereditato la politica introdotta per la prima volta da Dionigi. Lo storico Braccesi così spiega le mosse di Alessandro Magno in connessione con l'operato dionisiano:
(L. Braccesi, L'Alessandro occidentale: il Macedone e Roma, 2006, p. 57.)

## Miti e propaganda

### Le origini di Roma e gli storici d'epoca dionisiana

#### Contesto

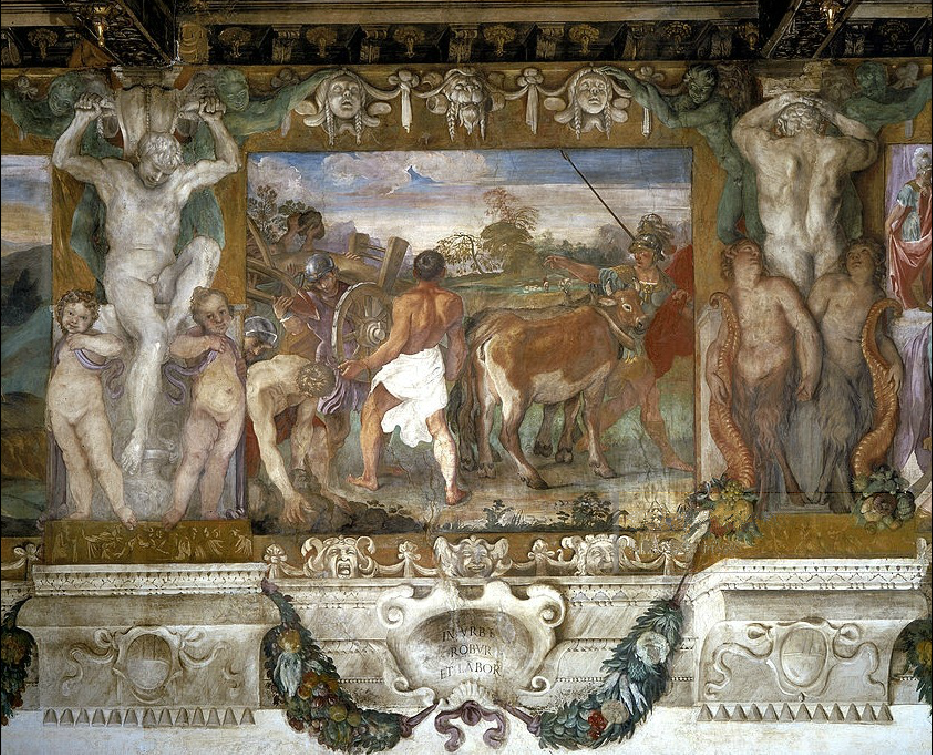
Romolo traccia il confine della città di Roma: tratto dal racconto mitologico della fondazione

Il IV sec. a.C. è il periodo in cui si forma la storiografia greca intorno alle origini di Roma. Prima del secolo preso in questione non vi era interesse da parte dei greci nell'occuparsi di storia romana. Le prime attenzioni sorsero dopo l'attacco che i Galli fecero a danno dei romani (390 varr. = 388 a.C.) e del conseguente inserimento di Roma nello scacchiere del mediterraneo occidentale; all'epoca dominato dall'influenza di Siracusa e dalla consistente presenza di Cartagine, sui mari e sulle località costiere.
Le notizie più antiche sulle origini di Roma provengono da Ellanico di Lesbo e da Aristotele. Entrambe le testimonianze implicano una commistione tra l'elemento greco (in Aristotele con gli Achei e in Ellanico con Ulisse) e quello troiano. E fu un allievo aristotelico, Eraclide Pontico, a coniare il termine polis hellenis riferito a Roma. A tale connotazione ellenizzante sulle origini romane, si opponevano tutta una serie di storiografi sicelioti, che vanno dal V sec. a.C. al III sec. a.C., la maggior parte di essi accomunata da una stessa matrice: la presunta o tale origine siracusana. Antioco, Alcimo, Callia, sono tutti storici che la critica moderna colloca presso la corte dei tiranni di Siracusa. Essi sono molto importanti per comprendere le origini dell'urbe, poiché, per primi, affermarono nozioni che sarebbero in seguito entrate a far parte del patrimonio storico di Roma. Antioco afferma che nel Lazio vi era la presenza dell'ethnos siculo e grazie a lui si parla di una «terza Roma» fondata ancor prima dell'arrivo dei troiani; Alcimo introduce il nome di Romolo e lo pone in relazione ecistica con Enea; è il primo a farlo. Callia introduce la leggenda dei gemelli, unendo Remo e Romolo ad un terzo gemello, e attribuendo ad essi la fondazione dell'urbe.
In questo nutrito gruppo di storici, che sicuramente influenza l'intero IV secolo e quindi la storiografia successiva, vanno aggiunti Filisto, importante esponente dionisiano — anche se non è giunto alcun suo frammento dove egli parli apertamente di Roma, e tuttavia i suoi scritti sono ritenuti strettamente correlati con la politica del tempo —, il magnogreco Aristosseno di Taranto, anch'egli vicino alla figura del tiranno siracusano, e infine Timeo di Tauromenio il quale, nonostante si opponga ai nomi degli storici vicini alla tirannide siracusana; che egli dichiaratamente non tollera, è autore molto importante per una prima, approfondita, storia arcaica di Roma.

#### Interessi politici da parte di Roma
A partire dal IV sec. a.C. si ha dunque una netta differenza tra chi sosteneva che Roma fosse una polis hellenis e tra chi la dichiarava una polis tyrrhenis.
Dal canto suo Roma si dichiarava una polis troiké e lasciava, per convenienza politica, che i greci le attribuissero la nomina di città dalle origini elleniche. Era infatti molto importante in un contesto storico come quello del mondo greco nel IV sec. a.C. avere un collegamento tramite l'ethnos con i greci, e non essere quindi etichettati come polis dalle origini barbare. Questo perché è notoriamente risaputo che i greci dell'epoca consideravano la loro civiltà superiore a qualunque altra, e Roma era ben consapevole dell'esistenza di questo concetto: «vale a dire l'idea di una superiorità dei Greci sui barbari, sancita dalla natura o voluta dagli dei».
Non a caso, nel periodo culminante dell'ascesa di Roma sul Mediterraneo, gli storici romani scriveranno i loro testi in lingua greca, e non in lingua latina, perché è ad un pubblico greco, e soprattutto magnogreco-siceliota, che essi si rivolgeranno, presentando l'ascesa di Roma - e giustificando così le sue mosse - come legittima erede della civiltà ellenica.

#### Propaganda siracusana
La storia politica della Siracusa di IV sec. a.C., la cui influenza ebbe grande risonanza proprio in quegli anni, fu determinante per alimentare e approfondire il dibattito sulle origini di Roma. Data la vicinanza geografica l'urbe suscitò un precoce interesse nell'ambiente siceliota e italiota.
Diversi collegamenti tra le origini dell'urbe e la politica dionisiana sono stati pesi in esame e divenuti oggetto di studio:
- Siculi nel Lazio

Antioco di Siracusa, autore di una fondamentale storia sulle origini arcaiche della Sicilia e dell'Italia, è stato posto in relazione con il tiranno Dionisio I. Si è ipotizzato che i frammenti antiochei, nei quali viene tracciata la primordiale Italia di Italo, fossero in realtà la trasposizione nella protostoria italica della politica dionisiana del IV secolo, la quale era volta alla conquista dei territori che un tempo appartennero ai mitici sovrani italici. La narrazione antiochea inizia informando che i Siculi erano stanziati nel Lazio, e la notizia che il loro eponimo, Siculo, fosse nativo di Roma ed esule da quella città verso l'Enotria, attesterebbe l'iniziale tentativo di approccio pacifico del tiranno aretuseo verso la nascente potenza romana: Antioco asseriva la comune origine sicula con i Romani.
Così come accaduto per le opere di Antioco, anche per i Sikelika di Filisto — personaggio imprescindibile del governo dionisiano — sono stati espressi degli interrogativi sul loro reale significato. Si è infatti supposto che Filisto, il quale asseriva che i Siculi e i Liguri erano un sol popolo, volesse con la sua opera attestare il legame che vi era tra i Celti (discendenti dei Liguri) e i Siracusani, discendenti dei Siculi-Liguri. Legame importante se si pensa che proprio il periodo a cui risalirebbe lo scritto filisteo fu segnato dall'alleanza gallico-siracusana attestata pochi mesi dopo che il popolo nordico impose la resa ai Romani. In Filisto scompare anche l'origine romana di Sichelo, che diviene un Ligure figlio di Italo, segno che sottolineerebbe l'aperta ostilità che vi era ormai tra l'urbe e la polis siceliota.
- Il confronto tra Roma polis hellenis e polis tyrrhenis

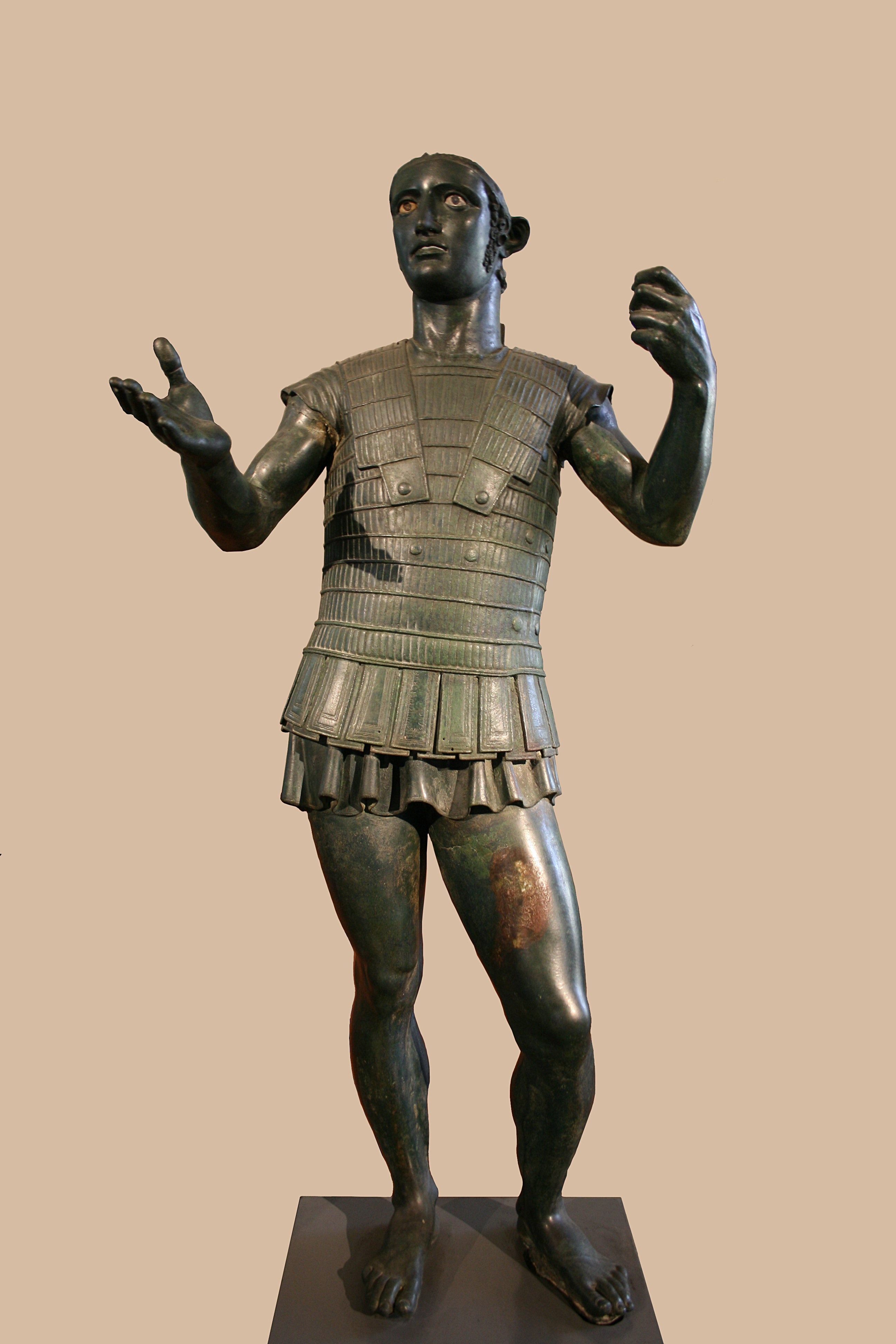
Statua etrusca: Marte di Todi, V sec. a.C. Gli etruschi venendo a contatto con i Greci d'occidente, furono da essi fortemente influenzati

Si sostiene che la diatriba tra la qualificazione di Roma come polis ellenica o tirrenica sia nata sotto il governo dionisiano. Le città greche d'occidente (forse proprio Cuma data la vicinanza con il Lazio) attestarono la tradizione, resa nota per la prima volta tramite Eraclide Pontico, di una Roma dalle origini elleniche, per stabilire con essa un comodo legame politico e denunciare al contempo le prepotenze di Siracusa, che, attaccando la grecità occidentale con il supporto dei suoi alleati Galli, rischiava di farla soccombere.
La risposta siracusana rivolta alle trame dei greci d'Italia fu altrettanto politica. Tramite gli scritti dei suoi storici, la polis fece attestare che Roma aveva origini tirreniche — barbariche, dunque. Essa si connotava come una polis tyrrhenis. Con questo status Roma veniva estraniata da qualsiasi possibile, e potenzialmente pericoloso, legame greco.
Se così fosse, la chiave di lettura per la storiografia siceliota pubblicata sotto il dominio dei due Dionigi potrebbe avere un risvolto negativo: Alcimo, storico di IV sec. a.C. — il quale accusò di plagio Platone per prendere le difese dell'autore siracusano Epicarmo — potrebbe aver fatto parte della precoce propaganda antiromana. Il suo intento era quindi volutamente denigratorio quando descrisse, in maniera decisamente negativa, le connotazioni del mondo etrusco, collegandolo alle origini di Roma.
Tuttavia è pur vero che Roma nel IV secolo, in quello che viene definito come il trentennio postgallico, dovette subire realmente un nuovo forte influsso culturale etrusco. L'accostamento dell'urbe ai Tirreni risulterebbe quindi genuino. Poteva essere assolutamente normale per un greco di quel periodo catalogare Roma come una città dalla storia e dalle origini etrusche.
Dal suo canto Roma, superata la minaccia gallica — non vi era più necessità di stringere un'alleanza con l'elemento etrusco per difendersi dagli attacchi esterni — e poiché la società etrusca, proprio per mano romana, si avviava ad un lento ed inesorabile declino, volle distaccare le proprie origini dall'Etruria. Roma accettò piuttosto di buon grado le teorie greche che la collocavano nel mondo ellenico e non in quello etrusco-barbarico. La sua era una necessità politica: «Roma non poteva essere stata una polis tyrrhenis».
- La proditio Troiae

Alla corte di Siracusa è stata legata la leggenda della proditio Troiae. In una delle versioni riguardanti la leggenda di Enea, questi avrebbe tradito, insieme ad Antenore, il proprio popolo, consegnando ai Greci la città di Troia. Per questo i due Troiani ebbero salva la vita e poterono fuggire. Antenore — colui che i Veneti considerano loro capostipite, in quanto il troiano giunse nell'alto Adriatico — che consegnò il Palladio, simbolo dell'invincibilità della città di Troia, a Diomede e ad Ulisse, nella nota versione viene considerato l'unico traditore (il pius Enea è colui invece che riceve da Diomede il Palladio e lo porta in terra italica), mentre in un'altra versione della leggenda, tramandata da diversi antichi, egli sarebbe stato complice di Enea, poiché anche il futuro capostipite dei Romani si macchiò dell'accusa di tradimento.
La versione della proditio Troiae, che coinvolge a pieno anche Enea, sarebbe scaturita dalla propaganda dionisiana del IV secolo a.C. Il tiranno di Siracusa avrebbe infatti tratto vantaggio politico propagandando un'origine oscura dei Romani.

### L'Iperborea e i Galeoti

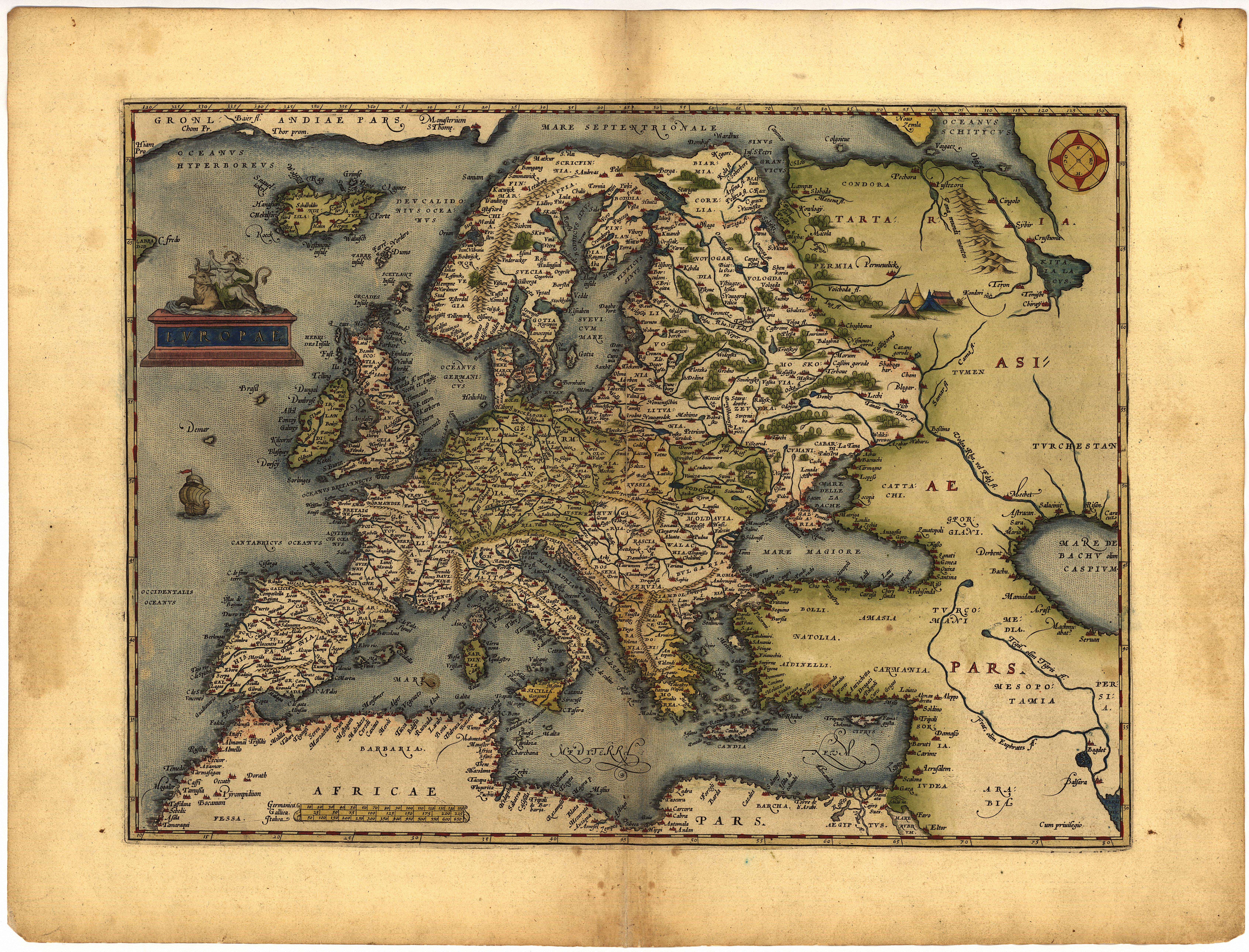
L'Oceano Iperboreo separato dall'Islanda e dalla Groenlandia in una mappa di Abraham Ortelius

L'Iperborea è nota come terra leggendaria, ma secondo alcune tesi storiche sarebbe nato un collegamento nel periodo dionisiano tra la mitica terra, gli indovini Galeoti che popolavano l'antica Ibla e il tiranno Dionisio: sarebbe stata l'intromissione politica del dinasta siracusano, all'apice del suo potere, che avrebbe modellato con l'aiuto di Filisto la protostoria dell'Italia legando alle origini del suo popolo coloro che egli riteneva importanti alleati. Andando con ordine: nel Septimontium si attesta che Roma era abitata da Liguri e Siculi, che per Filisto rappresentano un unico popolo; costoro divengono in Dionigi di Alicarnasso Aborigeni (coloni dei Liguri, cioè dei Siculi) la cui parola, stando a Licofrone, significa «uomini del Nord»; l'inserimento dei Celti si allaccia ai Liguri, in quanto secondo Filisto essi sono i discendenti dei Liguri, dunque Siculi, dunque Aborigeni, cioè Iperborei.
L'Iperborea diveniva così una terra familiare ai Siculi e per riflesso ai loro discendenti: i Sicelioti. Il tutto sembra servisse alla corte siracusana per legittimare la presenza celtica in una Roma saccheggiata durante il periodo dell'alleanza tra la polis siceliota e il popolo dei Galli.
In questo contesto pare nasca la leggenda dei Galeoti iperborei che popolarono l'Ibla: il loro eponimo, Galeote, nipote del re degli Iperborei, Zabio, fondò a Ibla la stirpe di sacerdoti interpreti di sogni e prodigi. La loro notorietà toccò l'apice alla corte dionisiana. Per quanto concerne i Galeoti, secondo lo storico Solarino il termine derivava dalla parola siriaca «Gala» e significherebbe «rivelare».